# Alexandre Barroso
Alexandre Barroso, właśc. Alexandre Barroso de Oliveira (ur. 2 lutego 1963 w Belo Horizonte) – brazylijski trener piłkarski.

## Kariera trenerska
Karierę szkoleniowca rozpoczął w 2003 roku. Trenował kluby Mamoré (MG), Democrata (MG), Atlético U20, Villa Nova AC, Al-Hilal, Ipatinga, CRB, EC Juventude i Cabofriense.